# Frithia
Frithia es un  género de plantas suculentas perteneciente a la familia Aizoaceae endémico de Sudáfrica. Tiene 2 especies. El género Frithia se encuentra muy próximo al género Lithops, en formas y comportamiento.

## Descripción
Es una pequeña planta que se encuentra en Sudáfrica, en lugares soleados, que forma rosetas con hojas carnosas bajo tierra y solo asoman las puntas. Produce unas flores en verano de color rosa con el centro blanco.

## Taxonomía
El género fue descrito por Nicholas Edward Brown y publicado en The Gardeners' Chronicle & Agricultural Gazette ser. 3. 78: 433. 1925. La especie tipo es: Frithia pulchra

## Especies aceptadas
A continuación se brinda un listado de las especies del género Frithia aceptadas hasta julio de 2011, ordenadas alfabéticamente. Para cada una se indica el nombre binomial seguido del autor, abreviado según las convenciones y usos, y la publicación válida.
- Frithia humilis
- Frithia pulchra